# Leif Eriksson

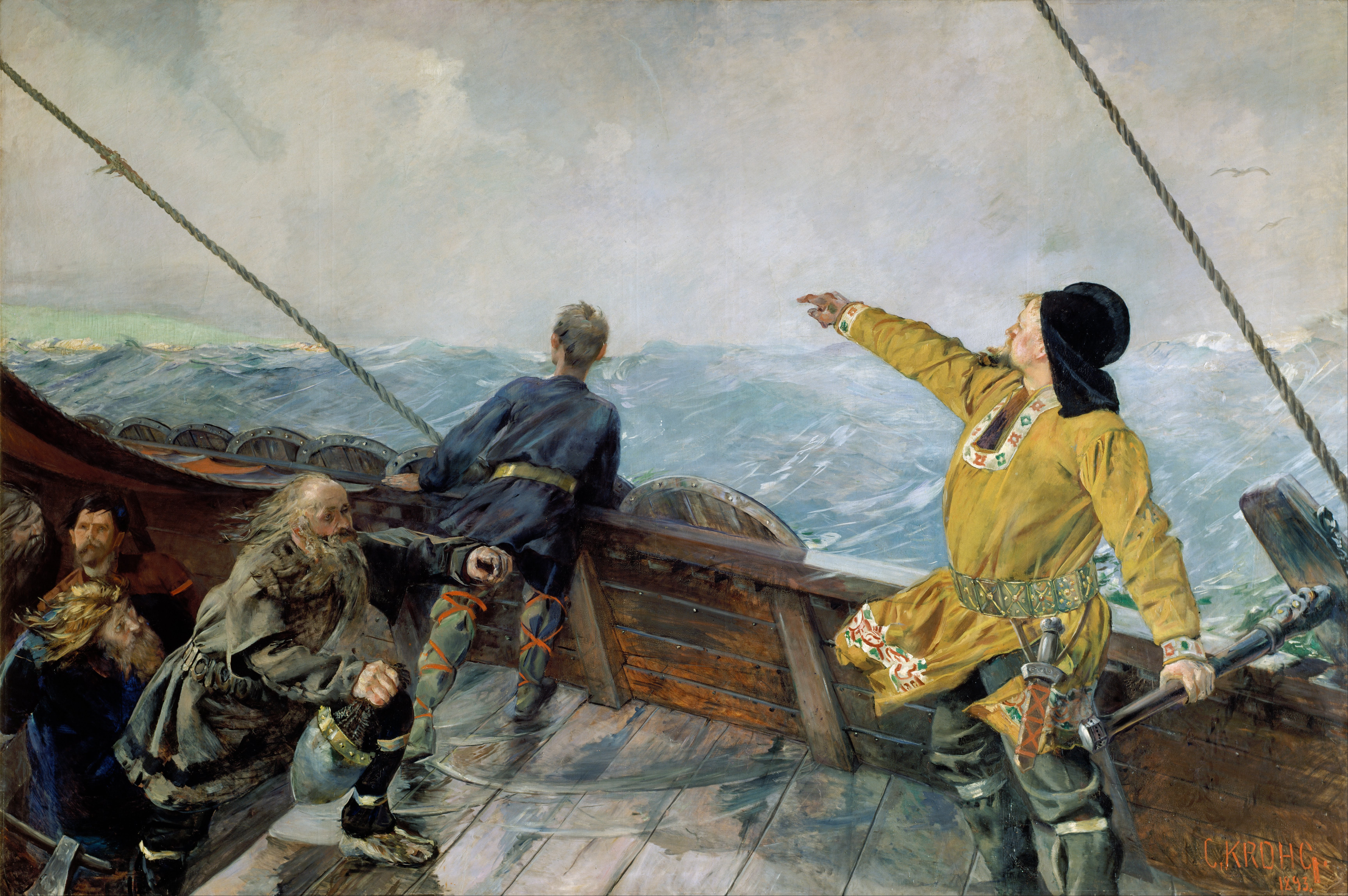
Leif Eriksson entdeckt Amerika – Gemälde aus dem Jahr 1893 von Christian Krohg (1852–1925)

Leif „der Glückliche“ Eriksson (altnordisch Leifr inn heppni Eiríksson; * um 975 im Haukadalur, Island; † um 1020 in Grönland) war ein Wikinger. Er war vermutlich der erste Europäer, der um das Jahr 1000 das amerikanische Festland betrat.

## Leben
Leif Eriksson wurde als Sohn von Erik dem Roten, der nach der Verbannung seines Vaters aus Norwegen nach Island gekommen war, und dessen isländischer Frau Þjóðhildr geboren. Sein Vater ließ sich nach der Eheschließung in der Heimat seiner Frau nieder, so dass davon auszugehen ist, dass Leif auf dem Hof Eiríksstaðir im Haukadalur geboren wurde. Sein Geburtsjahr wird auf etwa 970, 975 oder das Ende der 970er Jahre datiert. Er war somit noch ein Kind, als sein Vater um 985 die Gesellschaft der Grænlendingar begründete, die sich im Süden Grönlands niederließen. Sein Vater begründete die Siedlung Brattahlíð, in der Leif aufwuchs.
Leifs Leben wird in mehreren altnordischen Sagas geschildert, vor allem in den beiden Vinland-Sagas, der Eiríks saga rauða und der Grænlendinga saga. Gemäß der Eiríks saga rauða fuhr Leif Eriksson in jungen Jahren nach Norwegen zu König Olav I. Tryggvason. Auf der Reise wurde sein Schiff zu den Hebriden abgetrieben, wo er sich in eine Frau namens Þórgunna verliebte. Sie wollte anschließend mit ihm nach Grönland reisen, was Leif ablehnte. Sie meinte jedoch, dass sie schwanger sei und einen Sohn gebären sollte, den sie nach Grönland schicken wolle, und auch sie selbst wollte später dorthin ziehen. Als Leif nach Norwegen kam, forderte der König ihn dazu auf, in Grönland das Christentum zu verbreiten.

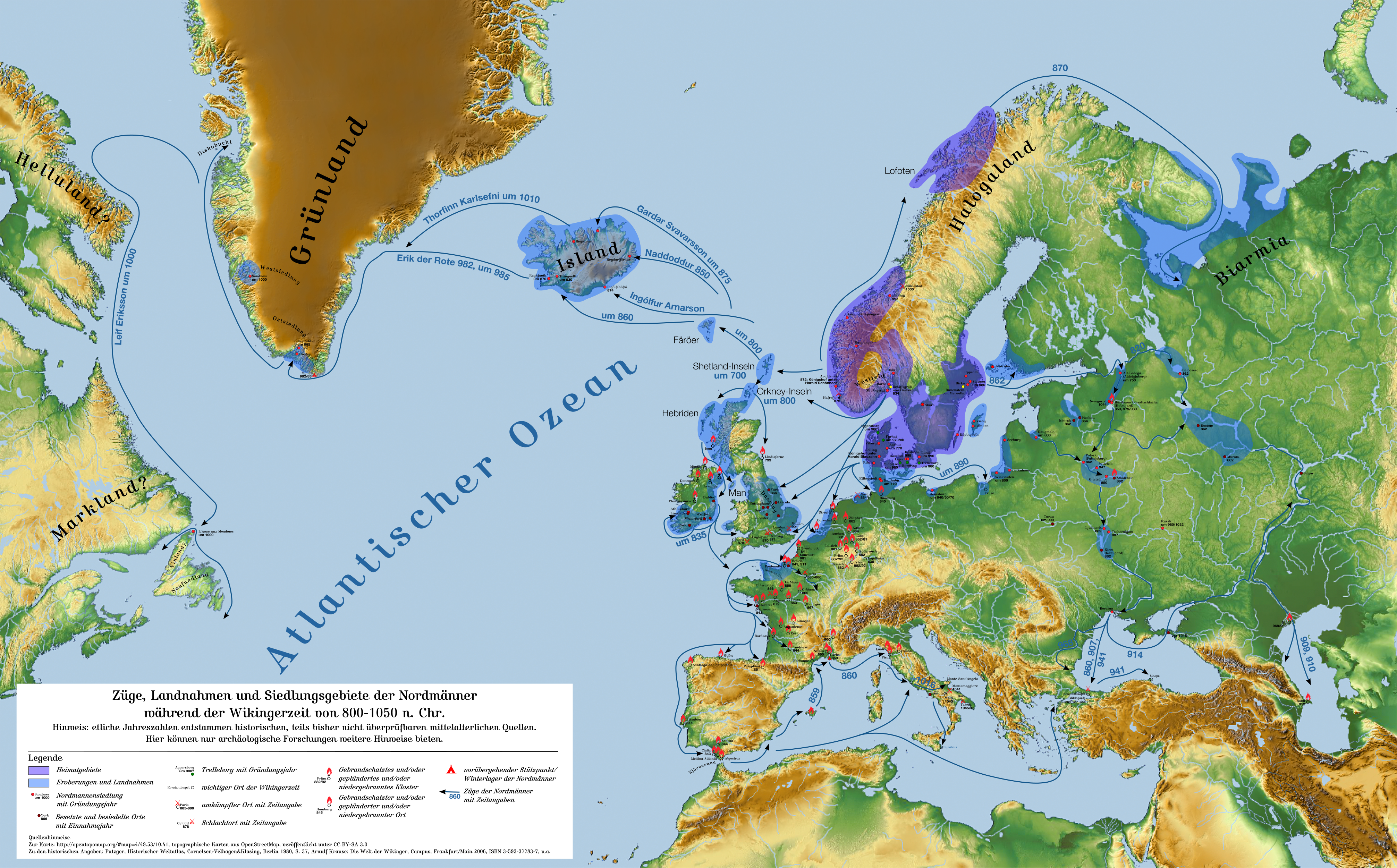
Übersichtskarte über die Entdeckungsfahrten der Wikinger mit Leif Erikssons Reise nach Helluland, Markland und Vinland

Auf der Rückreise nach Grönland wurde er erneut abgetrieben und sichtete ein bisher unbekanntes Land, das er betrat, bevor er nach Grönland zurückkehrte. In der Grænlendinga saga wird die Reise Leifs nach Norwegen nicht erwähnt. Hier entdeckte Bjarni Herjólfsson diese Gebiete während der Reise nach Grönland, ging aber nicht an Land. Leif bat seinen Vater, mit ihm das von Bjarni gesichtete Land zu bereisen, was dieser erst ablehnte, dann doch einwilligte, bevor er jedoch vom Pferd fiel und sich verletzte, so dass er nicht mitkommen konnte. Leif und seine Mannschaft fuhren daraufhin nach Westen, wo sie erst ein gebirgiges Land auffanden, das sie Helluland nannten, dann ein waldreiches, das sie Markland nannten, und schließlich ein ebenes, das den Namen Vinland erhielt. Dort errichteten sie einige Gebäude. Anschließend machten sie sich mit Holz und Trauben beladen auf die Rückreise nach Grönland. Die Reise nach Vinland wird normalerweise auf das Jahr 1000 datiert. In L’Anse aux Meadows auf Neufundland wurde eine skandinavische Siedlung ausgegraben, die die Berichte der Sagas bekräftigt, allerdings ist unwahrscheinlich, dass es sich um die von Leif gegründete Siedlung handelt, da so weit nördlich keine Trauben wachsen. Aus der Überlieferung, dass der Tag zur Wintersonnenwende mindestens sechs Stunden andauerte, ist lediglich zu schließen, dass die Siedlung südlich des 55. Breitengrads lag, aber genauer lässt sie sich nicht lokalisieren.
In beiden Sagas wird berichtet, dass sie vor ihrer Ankunft in Grönland auf einige Schiffbrüchige stießen, wobei die Grænlendinga saga in diesem Punkt etwas ausführlicher ist. Der Anführer der Schiffbrüchigen hieß Þórir und war mit einer Isländerin namens Guðríðr Þorbjarnardóttir verheiratet. Wegen der Rettung der Schiffbrüchigen wurde Leif anschließend der Beiname „der Glückliche“ (im Sinne von „Glück habend“) gegeben. Kurz nach der Ankunft in Grönland starb Þórir an einer Epidemie. Guðríðr sollte später Leifs Bruder Þorsteinn heiraten. Gemäß der Eiríks saga rauða verbreitete Leif nach seiner Rückkehr das Christentum in Grönland. Seine Mutter nahm den neuen Glauben schnell an und ließ eine Kirche bauen, während sein Vater sich weigerte,  das Heidentum aufzugeben. Hier erhielt er seinen Beinamen auch angesichts seiner missionarischen Erfolge. In dieser Saga war Leifs Aufenthalt in Grönland kürzer, so dass sein Bruder Þorsteinn und sein Vater anschließend erfolglos versuchten, das neu entdeckte Land zu bereisen. Der Grænlendinga saga zufolge war Erik jedoch zeitgleich mit Þórir gestorben. Nach dem Tod von Þorsteinn bat der Isländer Þorfinnr karlsefni anschließend um die Hand von Guðríðr, womit der Grænlendinga saga zufolge Leif einverstanden war – da der verstorbene Erik nicht mehr gefragt werden konnte, wie es die Eiríks saga rauða berichtet.
Nach den Untaten seiner Schwester Freydís ächtete Leif sie und ihren Ehemann Þorvarðr Anfang der 1010er Jahre. Über sein späteres Leben ist nichts mehr überliefert. Neben dem Sohn Þorgils, der aus der Verbindung mit Þórgunna stammte, hatte er noch den Sohn Þorkell, der in der Fóstbrœðra saga den Hof seines Vaters übernommen hat, womit dieser zu diesem Zeitpunkt offenbar verstorben war. Es wird davon ausgegangen, dass das in diesem Zusammenhang in der Saga genannte Ereignis im Jahr 1025 stattgefunden hat. Sein Tod wird üblicherweise etwa auf das Jahr 1020 datiert.
Die Kristni saga und die Ólafs saga Tryggvasonar in der Heimskringla erwähnt ebenfalls beiläufig Leifs Missionarstätigkeit, seine Entdeckung Vinlands und die Rettung der Schiffbrüchigen wie in der Eiríks saga rauða. Auch in der Landnámabók, in der Bárðar saga Snæfellsáss, in der Þorsteins saga Geirnefjufóstra und im Þórarins þáttr Nefjólfssonar in der Flateyjarbók wird Leif namentlich erwähnt.

## Rezeption

### Denkmäler

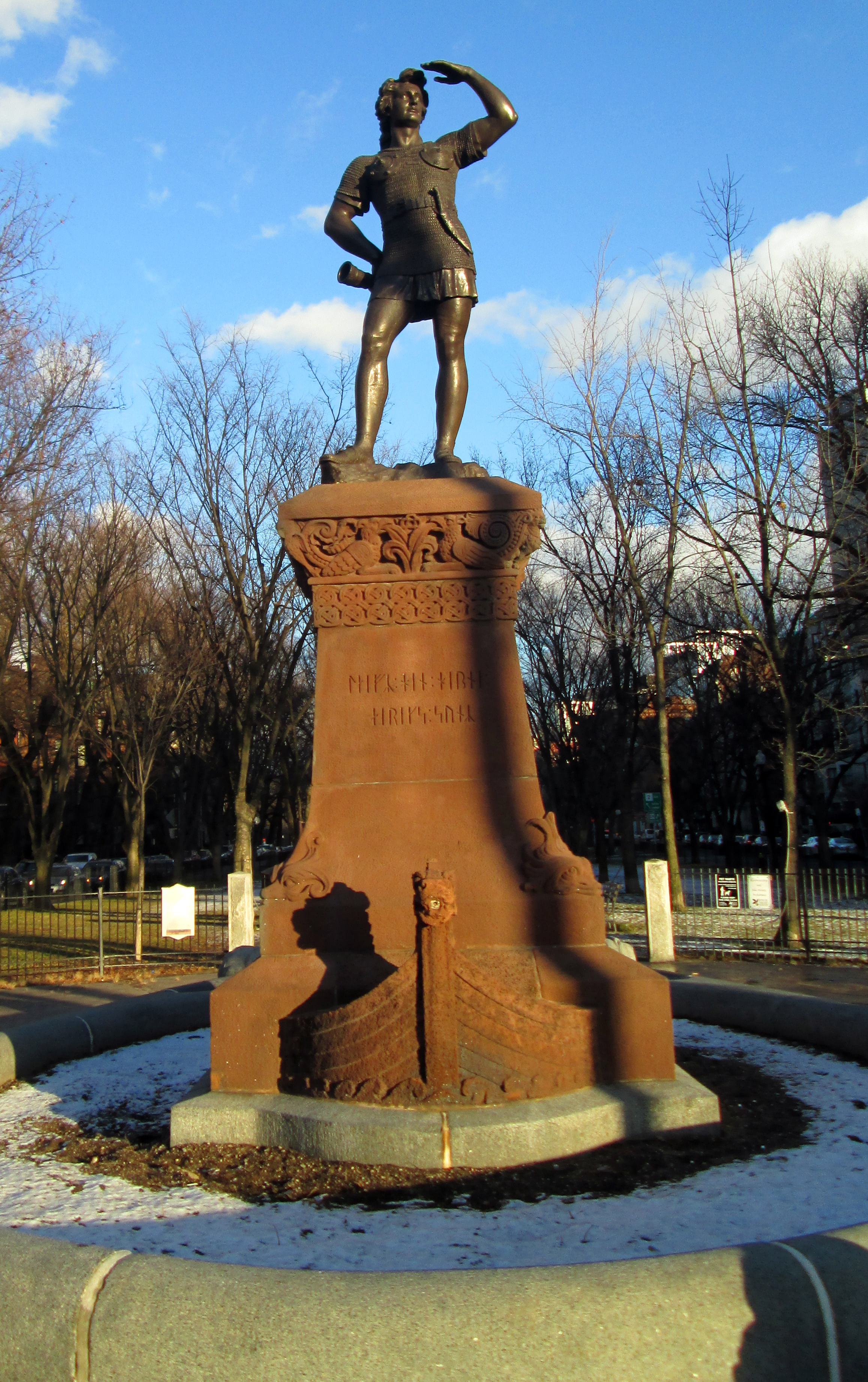
Denkmal in Boston

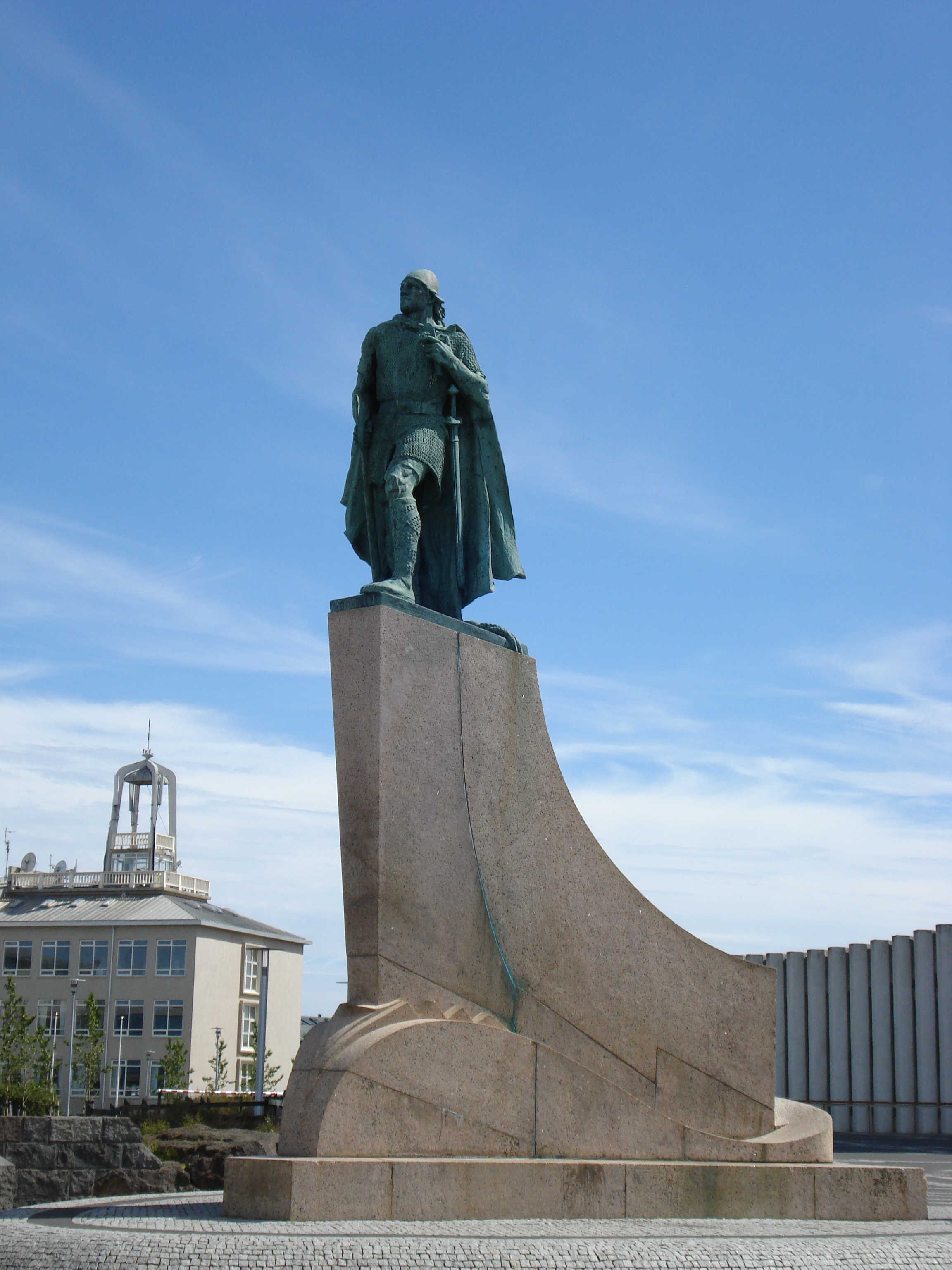
Statue von Leif Eriksson in Reykjavík vor der Hallgrímskirkja

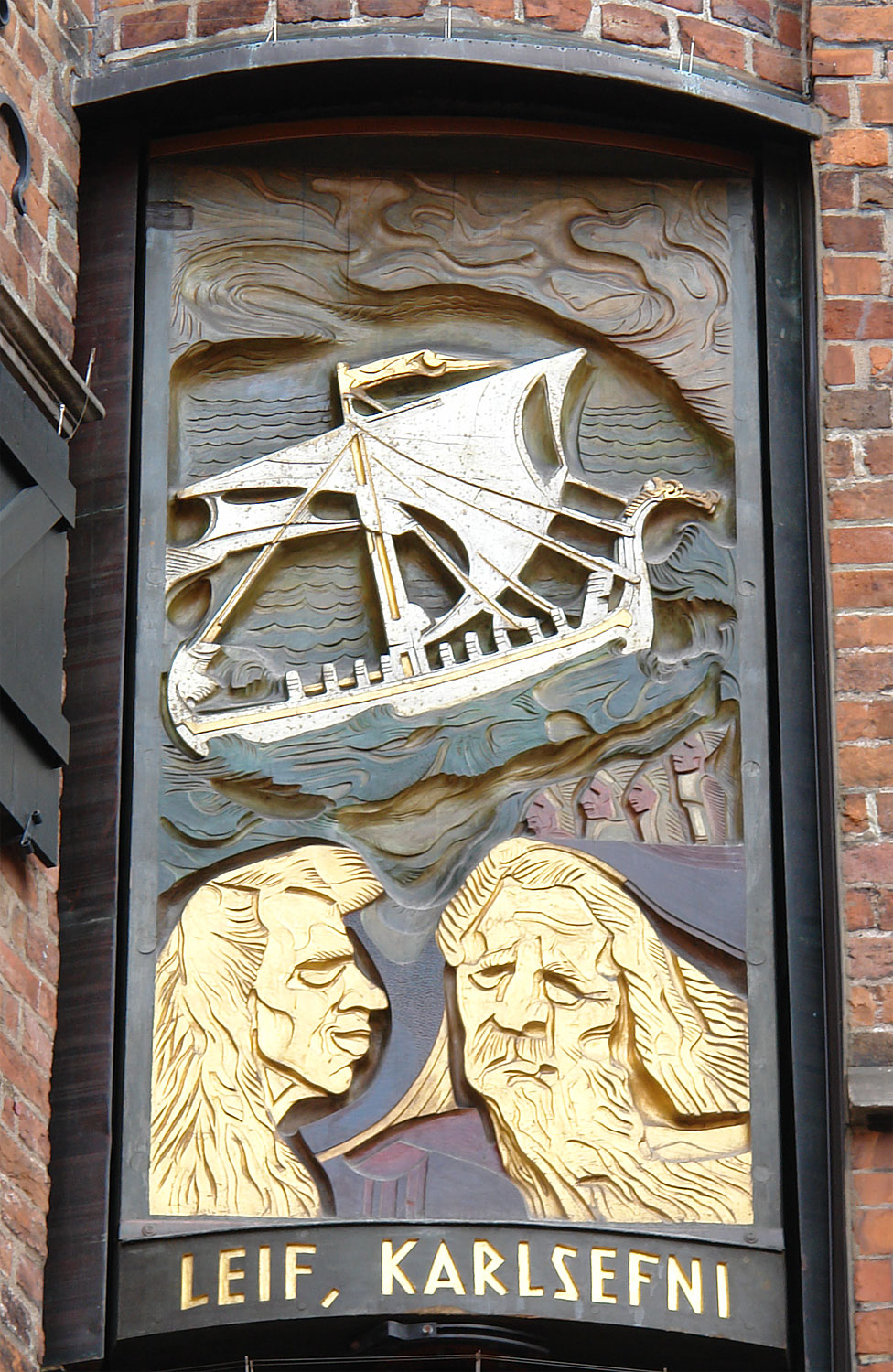
Figurentafel von Hoetger am Haus des Glockenspiels in Bremen

1887 wurde in Boston das erste Denkmal zu Ehren von Leif Eriksson errichtet. Noch im selben Jahr wurde eine zweite Statue in Milwaukee aufgestellt. 1901 entstand ein Denkmal in Chicago. 1931 wurde eine Statue in Reykjavík errichtet, von der 1938 eine Kopie in Newport News aufgestellt wurde. 1949 entstand eine weitere Statue in St. Paul. 1956 wurde eine Kopie der Bostoner Statue in Duluth errichtet. Ein weiteres Denkmal entstand 1962 in Seattle (2007 versetzt), von dem 1997 eine Kopie in Trondheim, 2000 in Leifs Heimatort Qassiarsuk und 2013 in L’Anse aux Meadows aufgestellt, sowie in Büstenform 2001 in Cleveland und 2003 eine weitere Büste auf dieser Vorlage angefertigt wurde. 1993 wurde ein Denkmal in Minot errichtet. 2000 wurde eine kleine Statue in Leifs Geburtsort Eiríksstaðir in Island errichtet. In Deutschland ist Leif Eriksson in Bremen auf einer von Bernhard Hoetgers Figurentafeln am Haus des Glockenspiels dargestellt.

### Namensgebungen
Das 1987 errichtete Passagierterminal des Flughafens Keflavík wird als Flugstöð Leifs Eiríkssonar oder kurz Leifsstöð bezeichnet.
Der 9. Oktober wurde 1964 von US-Präsident Lyndon B. Johnson zum Leif-Eriksson-Tag ernannt. Am 9. Oktober 1825 war das Schiff Restaurationen mit den ersten norwegischen Einwanderern in Amerika angekommen.
Die Gemeinschaftsschule im Bildungszentrum Mettenhof in Kiel-Mettenhof trägt seit dem 1. Februar 2012 den Namen Leif-Eriksson-Gemeinschaftsschule.
Der Marskrater Ejriksson wurde 1967 nach Leif Eriksson benannt.